# Бюльбюль золотистий
Бюльбю́ль золотистий (Calyptocichla serinus) — вид горобцеподібних птахів родини бюльбюлевих (Pycnonotidae). Мешкає в Західній і Центральній Африці. Це єдиний представник монотипового роду Золотистий бюльбюль (Calyptocichla).

## Поширення і екологія
Золотисті бюльбюлі поширені від Сьєрра-Леоне до західної Гани, а також від південної Нігерії до крайньої півночі Анголи. Вони живуть у вологих рівнинних тропічних лісах і на плантаціях.